# Chrysops frazari
Chrysops frazari är en tvåvingeart som beskrevs av Samuel Wendell Williston  1887. Chrysops frazari ingår i släktet Chrysops och familjen bromsar. Inga underarter finns listade i Catalogue of Life.